# Jean Charest
Jean Charest (wym. [ʒɑ̃ ʃɑʁɛ]; właściwie John James Charest; ur. 24 czerwca 1958 w Sherbrooke) – kanadyjski polityk, premier prowincji Quebec z ramienia Liberalnej Partii Quebecu.
Charest urodził się 24 czerwca 1958 w Sherbrooke w mieszanej frankofońsko-irlandzkiej rodzinie. Ukończył studia na Uniwersytecie w Sherbrooke na wydziale prawa. Pracował jako prawnik do 1984, kiedy to został wybrany do parlamentu federalnego. Od tego czasu poświęcił się pracy zawodowego polityka. W 1986 w wieku 28 lat został mianowany ministrem do spraw młodzieży w progresywno-konserwatywnym gabinecie Briana Mulroney. Charest był najmłodszym ministrem w historii Kanady. Później pełnił także funkcje kolejno ministra sportu i ministra ochrony środowiska.
Po odejściu Mulroneya ze stanowiska lidera partii Charest był jednym z najpoważniejszych kandydatów na jego następcę, na zjeździe partii w 1993 przegrał jedynie z Kim Campbell. W krótkotrwałym gabinecie Cambell został ministrem gospodarki, nauki i technologii. W druzgoczących dla partii progresywno-konserwatywnej wyborach w 1993, był jednym z jej dwóch kandydatów (obok Elsie Wayne), którym udało się zdobyć mandat parlamentarny. Po rezygnacji Campbell został tymczasowym liderem partii, a w 1995 wybranym już oficjalnie przez zjazd partii. Głównym celem Charesta było odbudowanie siły partii. Choć w wyborach parlamentarnych 1997 zdobyła ona 19% poparcia i 20 miejsc w parlamencie, wynik ten uznano za kolejną porażkę. W 1998 pod wpływem licznych nacisków pochodzących z Quebecu zrezygnował z uczestnictwa w polityce na poziomie federalnym. W kwietniu tego roku ustąpił ze stanowiska szefa partii progresywno-konserwatywnej obejmując kierownictwo prowincjonalnej Liberalnej Partii Quebecu.
W nowych barwach poprowadził swą partię do zwycięskich wyborów prowincjonalnych w 2003, kończąc dziewięcioletnie rządy Partii Quebecu. W swej polityce Charest zapowiadał reformę systemu opieki zdrowotnej, redukcję podatków, zmniejszenie zaangażowania rządu w sprawy publiczne oraz zmniejszenie kadry urzędniczej. W czasie realizacji programu wszedł w poważny konflikt ze związkami zawodowymi. Antagonizmy te negatywnie odbiły się na jego wizerunku, a on sam utracił znaczną część swej poprzedniej popularności.
Jean Charest jest autorem książki J'ai choisi le Québec (Wybrałem Quebec), wydanej w 2002.